# Ambroziaster
Ambroziaster je ime, dano piscu komentarjev Pavlovih pisem (izjema je pismo Hebrejcem); napisani so v drugi polovici 4. stoletja. Verjetno je živel v Rimu; umeščajo ga tudi v severno Italijo in Španijo; kljub vsemu ostaja neznan.

## Avtorstvo
V srednjem veku so bili ti komentarji Pavlovih pisem navadno pripisani svetemu Ambroziju, milanskemu škofu, ki je deloval v 4. stoletju. Erazem Rotterdamski je leta 1527 podvomil o avtorstvu teh komentarjev; zato je avtor le-teh od tedaj imenovan kot Ambroziaster ali psevdo-Ambrozij. Učenjaki pa so še pred tem predlagali veliko paleto drugih imen: sveti Avguštin te komentarje pripisuje svetemu Hilariju; ne vedo pa kateremu Hilariju – morda tistemu iz Poitiersa, iz Pavije ali pa krivoverskemu diakonu Hilariju iz Rima. Dom Germain Morin, benediktinec, je leta 1899, postavil novo teorijo o Ambroziastru: pisec naj bi bil neki Izak, spreobrnjeni Jud, pisec traktata »Trojica in Učlovečenje«, ki je bil izgnan v Španijo v letih 378-380 in se je nato ponovno vrnil k judovstvu. To teorijo o avtorstvu je Morin kmalu zavrgel. Profesor Alexander Souter v svoji knjigi »A Study of Ambrosiaster« govori o avtorstvu besedila »Quaestiones Veteris et Novi Testamenti«, ki so ga pripisovali Avguštinu. Glede na filološka ozadja Souter sklepa, da je tudi to delo Ambroziastra, vendar z majhno izjemo. Z njim se strinja tudi Dom Morin; vendar pa je avtor teh komentarjev znamenit laik konzularnega sloja Decim Hilarijan Hilarij.

## Delo
»Skromen v besedah, a dejansko pomemben,«  in pomemben tudi za kritiko latinskih tekstov Nove zaveze. Latinsko besedilo Pavlinskih pisem ne izhaja iz Vulgate, ampak iz prevoda Vetus Latina, iz različice z imenom Itala. To je najstarejši prevod Svetega pisma iz grščine v latinski jezik. Nastajati je začel nekje v 2. stoletju. Glede na to lahko sklepamo, da se pisec skorajda ni naslanjal na grško besedilo – pravzaprav ga sploh ni poznal. Pred vsakim pismom je kratek prolog, ki je izven konteksta. V komentarjih je besedilo razdelano po odstavkih; za vsak odstavek je oblikovana naravna in logična razlaga. Avtor ne išče skritega oz. mističnega pomena v besedilu; to postane vidno glede na to, kako zelo se Ambroziastrov komentar razlikuje po karakterju od eksegetskega dela Ambrozija, saj v njegovih delih poglavitni poudarek ni dan dobesednemu pomenu besedila. Na splošno je Ambrozij bolj usmerjen v iskanje alegoričnosti in mističnosti besedila; razlikuje tudi med dobesednim in višjim pomenom. Pri Ambroziastru pa je logični pomen edini predmet, ki ga ima v pogledu. Njegov nauk je v celoti pravoveren. Veliko namigov kaže, da je čas, v katerem so bili komentarji napisani, druga polovica 4. stoletja.

## Identiteta
Glede na poudarke, ki jih daje prvenstvu sv. Petra in avtoriteto papeža Damaza je zelo verjetno, da je Ambroziaster živel v Rimu. Kljub mnogim ugibanjem pa ostaja še skorajda neprepoznan in je zelo težko določiti njegovo identiteto.